# バーレスクエンジン
バーレスクエンジン（Burlesque Engine）は日本のバンドである。1991年結成。映画のタイトルのような曲名を連呼するスタイルが特徴。曲調はブルースに根差しながらも楽器の音の組立てが非常に映像的。なお、前身の「ブルースバンドすし」は、横浜の「ゆず」、渋谷の「Jack Knife」と共に、昨今の路上演奏ブームの火つけ役でもある。

## メンバー
- コハラ・スマート（ボーカル・ハープ）ナレーターとしても活動
- スプーン・オオタニ（ギター）
- 朧月夜(オボロヅキヨ)（ギター）
- 本牧カジャ（ベース）
- シバ・ヒロ（ドラムス）

## 旧メンバー
- 大久保崇（ベース）
- オッキー　沖内"Q"辰郎（ベース2代目）
- Devorah（ベース3代目）
- 古賀朋治（ドラムス）

## 略歴
- 1991年　　　 新宿のストリートミュージシャンが集まり「ブルースバンドすし」結成。以降　2000年頃まで毎週土曜日曜　新宿アルタ前で路上演奏を行う
- 1998年　　　 バーレスクエンジンへバンド名を変更
- 2000年1月　　ファーストマキシ『サイドカー』発売
- 2000年3月～　バーレスクエンジン主催イベント『バーレスクナイト』スタート。クレイジーケンバンド、大西ユカリと新世界等、多数ゲストが出演。
- 2000年7月    セカンドマキシ『謎の女シャドー』発売
- 2000年11月   CDシングル『カラテ・ソニー』発売
- 2001年2月    ファーストアルバム『クールワイルド』発売
- 2002年～'03年3月 伝説の大阪発イベント『キャバレーナイトフィーバー』に渚ようこ、大西ユカリと新世界、クレイジーケンバンド等と共に出演。後の昭和ブームの火つけとなる。
- 2002年4月～9月 テレビ東京で浜田雅功（ダウンタウン）の冠番組『ハマラジャ』各コーナーへＢＧＭ＆テーマ曲として楽曲提供
- 2002年8月 　ムック本『バーレスクエンジン クール!ワイルド!ファッショナブル!I』発売
- 2003年2月   ソノシート『スパイ・ゾルゲ』発売
- 2003年4月   スカイパーフェクTV、ch269MJTVにて、バーレスクエンジン主演の音楽ドラマ『ナイトクラブで消せ』放送開始。
- 2003年7月   NECモバイル社製品『プリモード』制作発表記者会見にて、バーレスクエンジンが司会進行・音楽を担当。
- 2003年8月 DVD『チャンネル・アパッチ』発売。
- 2003年10月～04年2月 ラジオドラマ『夜の国際ドラマ』をネットで配信。
- 2003年11月   オリジナル・サウンドトラックCD「チャンネル・アパッチ』発売。
- 2004年2月    vodafoneとタイアップ企画フリー冊子『ハッピー』にイメージフォト掲載。
- 2004年2月    セカンドアルバム『SAMURAI JAGUAR』発売。
- 2004年12月   携帯着メロ『着楽器☆パラダイス』にて、「バーレスクエンジン」配信スタート。
- 2005年5月    日本テレビ系列深夜番組『グッピー』に楽曲提供
- 2005年7月　  映画　三木聡監督『亀は意外と速く泳ぐ』にて、バーレスクエンジンが挿入曲にて参加。

## ディスコグラフィー

### シングル
- サイドカー（2000年1月enogh-ho:力塾）
- 謎の女シャドー（2000年11月enogh-ho:力塾）
- カラテソニー (2001年1月enogh-ho:力塾）
- スパイ・ゾルゲ(2002年2月 ソノシート　BLSQ-001）

### アルバム
- クールワイルド（2001年2月enogh-ho:力塾）
- チャンネルアパッチ オリジナルサウンドトラック（2003年11月19日enogh-ho:Grobal Twist）
- SAMURAI JAGUAR（2004年2月18日 enogh-ho:Grobal Twist）

### DVD
- 『チャンネル・アパッチ』（2003年8月）

### 書籍
- ムック本『バーレスクエンジン クール!ワイルド!ファッショナブル!I』（2002年8月）